# Sveno Teslingius
Sveno Jonae Teslingius, född i Söderköping, död 14 november 1649 i Furingstads församling, Östergötlands län, var en svensk präst.

## Biografi
Sveno Teslingius föddes i Söderköping. Han prästvigdes 10 maj 1614 och blev 1632 kyrkoherde i Furingstads församling. Teslingius avled 1649 i Furingstads socken.

### Familj
Teslingius var gift med Engela Larsdotter. De fick tillsammans dottern Anna Teslingius som var gift med kyrkoherden Nicolaus Lundius i Furingstads församling och kyrkoherden Matthias Iccelius i Furingstads församling.